# 小三翼芭蕉螺
小三翼芭蕉螺（学名：Pteropurpura stimpsoni），是新腹足目骨螺科Pteropurpura的一种。
本物種見於台湾宜蘭縣東北的龜山島，常栖息在浅海珊瑚礁、岩石底。